# Шибаев, Василий Тихонович
Василий Тихонович Шибаев (1909—1971) — горный инженер, начальник угольных трестов и комбинатов Кузбасса и Караганды, заместитель министра угольной промышленности, Герой Социалистического Труда.

## Биография
Родился в 1909 году в г. Екатеринославе семье рабочего-трамвайщика.
После окончания в 1927 году семилетки два года работал грузчиком на заводе Петровского, а в 1929 году поступил в Днепропетровский горный институт, который окончил в 1933.
Свою деятельность в угольной промышленности горный инженер В. Т. Шибаев начал в Кузбассе. В течение девяти лет, занимая последовательно инженерные должности, вырос в крупного инженера-хозяйственника: начальник участка шахты № 3, главный инженер треста «Кагановичуголь».
Во время Великой Отечественной войны с 1942 по 1946 г.г. Василий Шибаев руководил трестом «Прокопьевскуголь», где добыча угля за этот период увеличилась более чем в полтора раза.
С 1946 по 1951 г. В. Т. Шибаев возглавлял комбинат «Карагандауголь» в Карагандинском угольном бассейне. Проявленные им организаторские способности и инженерная смелость при решении сложнейших технических проблем, стоявших в те годы перед угольной промышленностью Республики Казахстан, выдвинули его в число видных деятелей народного хозяйства.
С 1951 по 1954 г. Шибаев был заместителем министра угольной промышленности СССР А. Ф. Засядько. С перестройкой организационных структур в угольной промышленности с 1954 по 1957 годы возглавлял объединенный комбинат «Ворошиловградуголь».
Последние годы с 1957 по 1971 В. Т. Шибаев сначала работал начальником угольного управления Приднепровского Совнархоза, под его непосредственным руководством осуществлялось развитие Западного Донбасса, а затем советником ректора Днепропетровского технического института.
За успехи в развитии угольной промышленности в 1948 году В. Т. Шибаеву было присвоено звание Герой Социалистического Труда, он был награждён двумя орденами Ленина, орденом Трудового Красного Знамени, орденом «Знак Почёта» (1937 г.) и рядом медалей.
В 1961 году ушел на пенсию, уехал в родной город Днепропетровск. Умер 9 мая 1971 года.
Публикации
- Наша Караганда, Молодость Караганды. - М.: Углетехиздат, 1949. - с. 3—11.